# Dipoena austera
Dipoena austera är en spindelart som beskrevs av Simon 1908. Dipoena austera ingår i släktet Dipoena och familjen klotspindlar.
Artens utbredningsområde är Western Australia. Inga underarter finns listade i Catalogue of Life.